# Кикерино (станция)
Кике́рино — железнодорожная станция в Волосовском районе Ленинградской области. Расположена на линии Мга — Ивангород.
Станция находится в посёлке Кикерино (отсюда название).
С 1918 по 1927 год станция Кикерино была центром Губаницкой волости Петергофского (до 1922 года), а затем Гатчинского уезда.
Прежде здесь было здание вокзала, покрытое разноцветными изразцами (их выполнили на заводе П. К. Ваулина). Во время Великой Отечественной войны оно было разрушено, и долгое время территория станции была покрыта осколками изразцов. Сейчас станционного здания нет.
Некоторое время кассы располагались в одноэтажном здании; сейчас оно заброшено.
В 2009 году началось строительство высоких платформ: одна — рядом с действующей низкой, другая — между третьим и четвёртым станционными путями.
На станции останавливаются все проходящие через неё пригородные поезда:
- 6661 Санкт-Петербург, Балтийский вокзал — Ивангород
- 6662 Ивангород — Санкт-Петербург, Балтийский вокзал
- 6673 Санкт-Петербург, Балтийский вокзал — Сланцы
- 6674 Сланцы — Санкт-Петербург, Балтийский вокзал[3]

## Источник
- На станции Кикерино впервые строят перрон Архивная копия от 20 июня 2010 на Wayback Machine // Карповка.нет. — 4 июля 2009